# Небка
Небка — тронное имя египетского фараона III династии эпохи Древнего царства, правившего около XXVII века до н. э. Возможно, что он идентичен фараону Нехерохису из «Истории Египта» Манефона.
Большинство египтологов считают, что Небка было тронным именем недолго правившего фараона Санахта — третьего или четвёртого правителя III династии. Высказывались также предположения, что он идентичен фараону с личным именем Небкара. Существовали также гипотезы, что Небка был основателем III династии, однако в настоящее время считается, что данная версия противоречит археологическим свидетельствам.
Точно не установлено, где был захоронен фараон. Высказывались предположения, что его гробницей могли быть: мастаба в Бейт Халлафе, в которой по мнению Джона Гарстанга был похоронен фараон Санахт; строение из сырцового кирпича в некрополе Абу Раваша, которое Набиль Свайлем и Эйдан Додсон считали захоронением Небки; незаконченная северная пирамида в Завиет-эль-Эриан.

## Идентификация

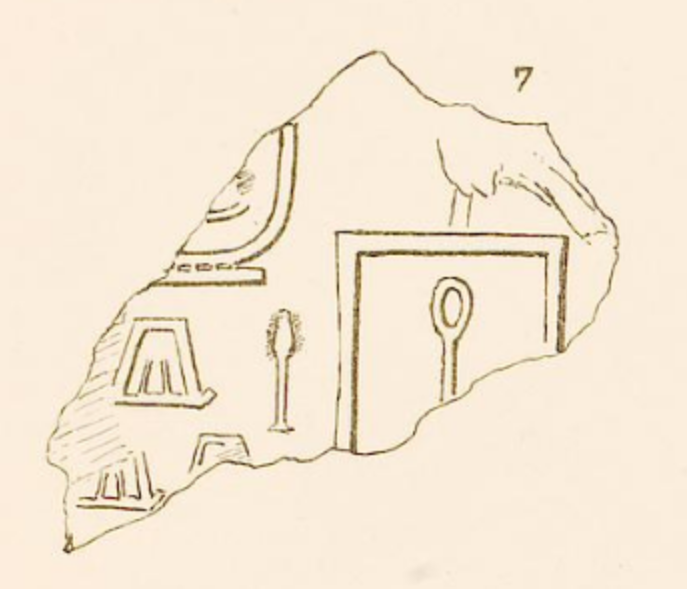
Оттиск повреждённой печати из Бейт Халафа, на котором, возможно, изображены серех Санахта и картуш Небки

Разными египтологами предпринимались попытки идентифицировать фараона Небка с известными по археологическим данным правителем. Большинство египтологов, включая Томаса Шнайдера, Дарелла Бейкера, Питера Клейтона, Мишеля Бода, Яромира Малека, Тоби Уилкинскона, Кеннета Китчена, Стефана Сейдмейера, Майкла Райса, Дональда Лепрохона и Райнера Штадельманна убеждены, что Небка идентичен фараону, известному под хоровым именем Санахт. Данная гипотеза основана на единственной фрагментарной глиняной печати, которую обнаружил Джон Гарстанг в 1902 году во время раскопок в Бейт Халлафе — местности к северу от Абидоса. Курт Зете предположил, что на повреждённой печати изображён серех Санахта рядом с картушем, в котором находится архаичная форма иероглифа «Ка». Также было высказано предположение, что картуш достаточно велик, чтобы на нём был помещён еще один иероглиф — «Неб». Кроме того, 2 дюжины печатей были Санахта были обнаружены в близлежащей гробнице K2 в Бейт Халлафе , которую сам Гарстанг считал захоронением Санахта. Если идентификация Санахта и Небки верна, что этот фараон — первый правитель, который написал своё тронное имя в картуше; в противном случае подобным правителем является Хуни.
Однако ряд египтологов, в частности, Джон Дегреф, Набиль Свайлем и Вольфганг Хельк, сомневаются в том, что Небка и Санахт — один фараон. По их мнению, раз печать из Бейт Халлафы повреждена слишком сильно, поэтому предполагаемый картуш невозможно уверенно идентифицировать. Они высказали предположение, что картуш на самом деле является овальным гербом близлежащего поселения с одной или несколькими лодками в нём, которое, возможно, упоминается во время правления фараона II династии Перибсена.

## Хронология
Время правления фараона Небки являлось предметом споров в ранние периоды развития египтологии, поскольку как в Туринском (3 колонка, 7 строка), так и в Абидосском (15 запись) царских списках он указан на первом месте. Ряд египтологов, в частности, Малек, пытались согласовать данное место фараона в списках со свидетельствами раскопок из Бейт Халлафа, предполагая, что Небка был преемником последнего фараона II династии Хасехемуи и непосредственным преемником Джосера (которого Малек считает младшим братом Санахта), но правил недолго. Однако положение фараона в царских списках противоречит современным археологическим данным, согласно которым фараон Джосер был первым правителем III династии, а Санахт правил уже после него. Так в гробнице Хасехемуи обнаружены многочисленные фрагменты печатей Джосера, которые свидетельствуют о том, что именно Джосер хоронил последнего фараона II династии, который мог быть его отцом. Царица Нимаатхеп, жена Хасехемуи и вероятная мать Джосера была похоронена в мастабе K1 Бейт Халлафа, в ней также обнаружено много печатей Джосера и ни одной печати с именем Санахта. Кроме того, Нимаатхеп названа «мать царя» (в единственном числе); это подразумевает, что фараоном был только один её сын, что исключает возможность правления Санахта между Хасехемуи и Джосером. Китчен отмечает, что в Туринском царском списке у Небки и Джосера указано абсолютно одинаковое время правления — 19 лет, намекая на ошибочное размещение здесь Небки и приписывание ему продолжительность правления Джосера. Кроме того, в Саккарском списке имя Небки размещено после Сехемхета, а не перед Джосером.
Косвенным свидетельством того, что правление Небки относится к концу III династии, является Весткарский папирус, в котором рассказ «Небка и крокодил» расположен между двумя рассказами, относящимися к правлению Джосера, Хуни и Снофру. Свидетельства из гробница Ахетаа относительно хронологического положения правления Небки не являются убедительными: с одной стороны, титул Ахетау может указывать на то, что он был жрецом культа правящего царя и, таким образом, Небка правил в конце III династии. С другой стороны, он мог быть жрецом погребального культа, поэтому Небка мог править раньше.
Учитывая возможное отождествление Небки и Санахта, а также тот факт, что фараон, вероятно, правил в конце периода правления III династии, возможно, что он правил 6 лет. Именно такой срок правления Туриский царский список отводит предпоследнему правителю III династии, непосредственному предшественнику Хуни, имя которого утеряно. Подобное непродолжительное правление гораздо лучше соответствует немногочисленным археологическим свидетельствам, относящихся и к Небке, и к Санахту.

## Захоронение
Гробницы Небки и Санахта в настоящее время достоверно не идентифицированы. Гарстанг, который проводил раскопки мастабы K2 в Бейт Халлафа, считал, что там был похоронен Санахт, поскольку рядом были обнаружены печати с его именем. Однако ряд современных египтологов, в частности, Дитер Арнольд, считают, что мастаба K2 была захоронением частного лица, а не члена царской семьи.
Набиль Свайлем и Эйдон Додсон предположили, что Небка мог быть захоронен в строении из сырцового кирпича размерами 330 м на 170 м, расположенное в некрополе Абу Раваша. Хотя с момента его обнаружения в 1902 году оно было сильно повреждено дренажными работами, но его план сильно напоминает царские мастабы конца II — начала III династий, этим же периодом датируется и обнаруженная рядом керамика.
Также некоторые египтологи указывают, что в незаконченной северной пирамиде в Завиет-эль-Эриан присутствует имя фараона Небкара, которую они считают формой имени Небка, поэтому было высказано предположение, что она могла быть заложена именно Небкой. В частности, обнаружено несколько граффити, сделанных чёрными и красными чернилами, сделанных в погребальной камере и лестнице, по которой можно спуститься к пирамиде. Алессандро Барсанти скопировал не менее 67 записей с именами различных рабочих бригад. В граффити №15 и 52 царское имя Небкара, а в записи №55 упоминается возможное золотое имя Neb hedjet-nwb. По мнению ряда египтологов, это золотое имя могло принадлежит или Хуни, или Небке.